# بنج سوري
البنج السوري نوع نباتي سام مخدر ينتمي إلى جنس البنج من الفصيلة الباذنجانية.

## الموئل والانتشار
موطن هذا النوع بلاد الشام.